# Muľa
Muľa je obec na Slovensku v okrese Veľký Krtíš. Geograficky leží v Ipeľské kotlině. První písemná zmínka pochází z roku 1321 pod názvem Raros. Dnešní název pochází z roku 1948. Žije zde 359 obyvatel.
Obec se může pyšnit prvním prvním římskokatolickým kostelem ze železobetonu na území Slovenska. Postaven byl roku 1910 ve stylu uherské secese. Zasvěcený je sv. Alžbětě Uherské (Durynské).

## Změny názvu
V roce 1375 Mulyad, v roce 1417 Malyad, v roce 1460 Mwlyad,  v roce 1660 Raros Mulyád,  v roce 1773 Ráros-Mulyad,  v roce 1786 Rárosch-Mulyad,  v roce 1808 Ráros-Mulyád, v letech 1863–1873, 1888–1895, 1902 Rárosmulyad,  v letech 1877–1882 Rárosmulyád,  v letech 1898–1900 Rárósmulyad,  v letech 1907–1913, 1938–1945 Rárosmúlyad, 1920 Rároš-Muladka,  v letech 1927–1938, 1945–1948 Rárošská Muľaď, Ráros-Múlyad, od roku 1948 Muľa.